# Unicorns de Schwäbisch Hall
Stade
Maillots
Champion 2011, 2012, 2017, 2018, 2022
Unicorns de Schwäbisch Hall (Schwäbisch Hall Unicorns) est un club allemand de football américain basé à Schwäbisch Hall. Ce club qui évolue au Hagenbachstadion fut fondé en 1983.
Quarts de finaliste de la GFL de 2001 à 2004, les Unicorns furent demi-finalistes en 2005. Ils ont fêté leur première victoire en German Bowl (le Championnat d'Allemagne de football américain) 2011.
Le club remporte le Championnat d'Allemagne de football américain à cinq reprises, la dernière fois en 2022. De plus, les Unicorns ont remporté la Central European Football League en 2021 et 2022.

## Palmarès
- Central European Football League : 2021, 2022
- Champion d'Allemagne : 2011, 2012, 2017, 2018, 2022
- Vice-champion European Football League : 2015
- Vice-champion d'Allemagne : 2014, 2015, 2016, 2019, 2021, 2023